# تپه تمب شهرستان
تپه تمب شهرستان مربوط به دوره هخامنشی است و در شهرستان بستک، بخش جناح، دهستان فرامرزان، ۷۰۰ متری شرق روستای کمشک واقع شده و این اثر در تاریخ ۱۲ شهریور ۱۳۸۶ با شمارهٔ ثبت ۱۹۴۵۹ به‌عنوان یکی از آثار ملی ایران به ثبت رسیده‌است.